# أمين الحاج
أمين الحاج، ممثل كويتي. وهو والد الفنان خالد أمين. في حياته أخرج أعمالاً فنية عديدة.

## أعماله

### من المسلسلات
- أحلام صغيرة.
- علاء الدين.

### من المسرحيات
- على هامان يا فرعون.
- نورة.

## وصلات خارجية
- أمين الحاج على موقع قاعدة بيانات الأفلام العربية